# Castel Madama

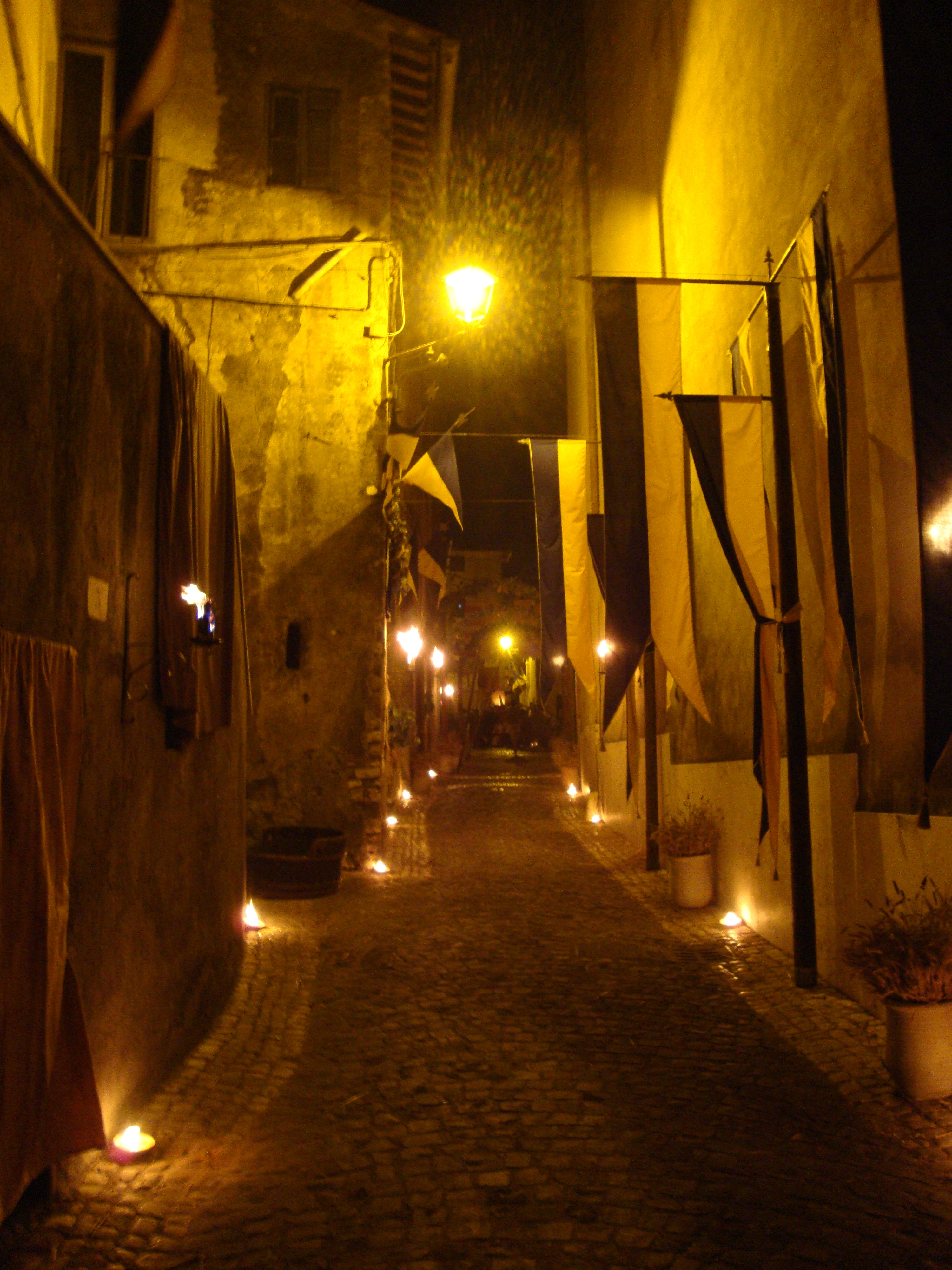
Rione Castelluccio di notte

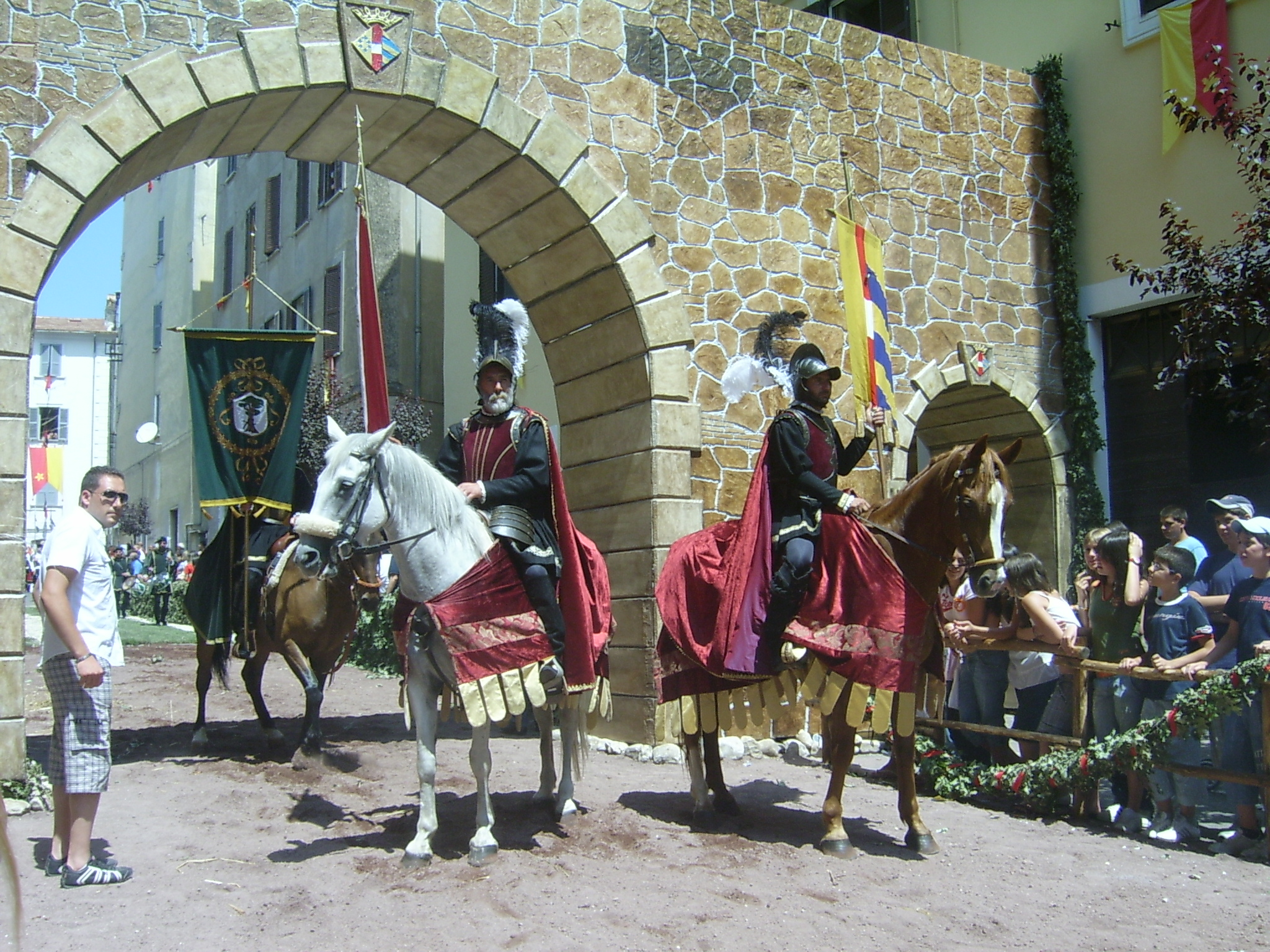
Palio Madama Margarita

Castel Madama è un comune italiano di 7 020 abitanti della città metropolitana di Roma Capitale nel Lazio.

## Geografia fisica

### Territorio
Castel Madama sorge a 428 metri sul livello del mare, sulle propaggini settentrionali dei monti Prenestini, dove questi confinano con i monti Tiburtini, in posizione dominante sulla valle sottostante dove scorre l'Aniene. Su di essa passa la via Tiburtina Valeria nel tratto tra Tivoli e Vicovaro.

### Clima
- Classificazione climatica: zona E, 2104 GR/G

## Storia

### Simboli
Lo stemma del comune di Castel Madama è stato riconosciuto con decreto del capo del governo del 31 gennaio 1929. Nello scudo è raffigurata la parte superiore di una torre sulla quale si erge l'arcangelo Michele. Motto: Empulum. Il gonfalone, concesso con D.P.R. del 20 maggio 1970, è un drappo di azzurro.

## Monumenti e luoghi d'interesse

### Architetture religiose
- Chiesa di Sant'Anna
- Chiesa di San Sebastiano
- Chiesa di San Michele Arcangelo, completata nel 1775
- Chiesa di San Lorenzo

### Architetture militari
- Castello Orsini

## Società

### Evoluzione demografica
Abitanti censiti

### Tradizioni e folclore
- Palio Madama Margarita d'Austria

Manifestazione che rievoca l'ingresso, nel 1538, di Margherita d'Austria (figlia dell'imperatore Carlo V) nel feudo, che da lei ha poi preso il nome.
Il Palio di Castel Madama, che fino al 2012 si svolgeva ogni anno nel 2º fine settimana di Luglio, a partire dal 2013 è programmato durante la prima e la seconda settimana di luglio. Il palio ripropone quadri di vita rinascimentale, grazie alla partecipazione di figuranti in abiti d'epoca, tra le strade e i vicoli dei quattro Rioni di Castel Madama: Borgo, Castelluccio, Empolitano e Santa Maria della Vittoria.
Il Palio ha inizio nel pomeriggio del primo sabato di luglio, con la presentazione delle scenografie del palio, e continua poi la domenica pomeriggio successiva, con il corteo storico dal Castello Orsini per le vie del paese.
Il sabato sera della seconda settimana di luglio si svolge una cena rinascimentale, durante la quale sono servite pietanze tipiche dell'epoca, cui segue un corteo, guidato dalla Madama e dalle autorità di Palazzo, che accompagnano il nuovo Palio che per la prima volta è mostrato al pubblico.
La domenica mattina sfilano i cortei dei 4 rioni, che partendo dal Castello Orsini, attraversano le vie del paese, per ritrovarsi in Piazza del Palio, dove la sfilata termina con il giuramento dei Massari davanti al "Priore di Palazzo".
Nel pomeriggio si svolge la contesa a cavallo vera e propria, che si tiene presso il campo sportivo comunale "Attilio Testa". La contesa prevede tre prove: la giostra del saraceno, il gioco delle bandierine e la corsa finale. Alla fine sono assegnati i titoli in palio: il Rione nobile, che premia il Rione che ha realizzato i migliori addobbi e il migliore corteo, il Palio, che oltre agli addobbi e il corteo tiene in considerazione anche la contesa a cavallo, e la Spada di Carlo V che premia il miglior fantino della contesa finale.
- Festa in onore di San Michele Arcangelo, con la processione durante il mese di settembre
- Processione del Venerdì santo
- Infiorata Madonna della Speranza
- Festa di Sant'Antonio abate

## Sport

### Calcio
- Polisportiva Castel Madama che milita nella stagione 2024-2025 il campionato di Prima Categoria;
- Pro Calcio Castel Madama che milita nella stagione 2024-2025 il campionato di Terza Categoria.

## Infrastrutture e trasporti

### Strade
- A24 dei Parchi (Casello di Castel Madama)

- SS5 Tiburtina
- SP33/a Empolitana I
- SP40/a Empolitana - Centro
- SP40/a1 Tiburtina braccio - Villaggio Acea
- SP7/b Strada dei Colli
- SP di Fonte Canoro

### Ferrovie
- Ferrovia Roma-Pescara, serve il comune di Castel Madama attraverso l'omonima stazione.

## Amministrazione

### Sindaci
| Periodo        | Periodo          | Primo cittadino    | Partito                                | Carica  | Note |
| -------------- | ---------------- | ------------------ | -------------------------------------- | ------- | ---- |
| 6 giugno 1993  | 27 aprile 1997   | Luigi Garofalo     | Democrazia Cristiana                   | Sindaco |      |
| 27 aprile 1997 | 28 dicembre 2000 | Alfredo Scardala   | centrosinistra                         | Sindaco |      |
| 13 maggio 2001 | 28 maggio 2006   | Alfredo Scardala   | lista civica                           | Sindaco |      |
| 29 maggio 2006 | 15 maggio 2011   | Giuseppe Salinetti | lista civica                           | Sindaco |      |
| 16 maggio 2011 | 5 giugno 2016    | Domenico Pascucci  | lista civica: Iniziativa e Solidarietà | Sindaco |      |
| 5 giugno 2016  | 3 ottobre 2021   | Domenico Pascucci  | lista civica: Impegno Comune           | Sindaco |      |
| 4 ottobre 2021 | in carica        | Michele Nonni      | lista civica: Tutta Un'Altra Storia    | Sindaco |      |

### Gemellaggi
- Oudenaarde, dal 1986
- La Roda de Andalucía, dal 2002

### Altre informazioni amministrative
Fa parte della Comunità montana dei Monti Sabini, Tiburtini, Cornicolani e Prenestini
Università agraria